# Graham Frederick Young
Graham Frederick Young (Londra, 7 settembre 1947 – Newport, 1º agosto 1990) è stato un serial killer britannico che uccise, avvelenandole, tre persone (la sua matrigna e, anni dopo, due colleghi di lavoro: Bob Egle e Fred Biggs) e dispensò piccole dosi di veleno ad altre persone. Venne soprannominato "The Teacup Poisoner" ("L'avvelenatore della tazza da tè").

## Storia

### Giovinezza
Nato a Neasden, Inghilterra, era affascinato dai veleni, dal loro effetto sul corpo umano e dal nazismo fin dalla giovane età. Nel 1961 (all'eta di quattordici anni) cominciò a sperimentare veleni sulla sua famiglia in dosi abbastanza potenti da farla stare violentemente male. Si procurò una grande quantità di veleno comprando frequentemente piccoli quantitativi di antimonio e digitale, mentendo sulla propria età e affermando che se ne sarebbe servito per esperimenti di scienze a scuola.

### Primo delitto
Nel 1962 la matrigna di Young, Molly, morì infine per una dose letale di veleno. Egli inoltre avvelenava sistematicamente il padre, la sorella e un amico di scuola. La zia di Young, Winnie, che sapeva del suo fascino per la chimica e per i veleni, divenne sospettosa. Young avrebbe anche potuto evitare di attirare mai sospetti se nessuno avesse saputo delle sue passioni, poiché anch'egli regolarmente soffriva di nausee e malesseri come il resto della famiglia, spesso perché infatti dimenticava quali cibi avesse avvelenato.

### Primo arresto
Young venne mandato da uno psichiatra, il quale ritenne la cosa sufficientemente preoccupante da suggerire di chiamare la polizia. Young fu arrestato il 23 maggio 1962. Confessò i tentati omicidi del padre, della sorella, e dell'amico. I resti della matrigna non poterono essere analizzati, poiché ella era stata cremata.
Young fu condannato a 15 anni di reclusione al Broadmoor Hospital, un istituto per criminali mentalmente instabili. Fu rilasciato dopo 9 anni, essendo stato dichiarato "totalmente guarito". Durante gli anni passati all'ospedale, tuttavia, Young studiava testi di medicina, migliorando le sue conoscenze sugli effetti dei veleni sul corpo umano, e continuava i suoi esperimenti, usando altri pazienti e lo staff dell'ospedale come cavie.

### Nuovi delitti
Dopo il suo rilascio nel 1971, lavorò come assistente in uno studio fotografico, non lontano dalla casa di sua sorella in Hemel Hempstead, vicino Bovingdon, nell'Hertfordshire. I suoi datori di lavoro ricevettero referenze dal Broadmoor Hospital, ma inspiegabilmente non vennero informati del suo passato di avvelenatore. Poco dopo che egli ebbe cominciato il lavoro, il suo caporeparto, Bob Egle, si ammalò gravemente e morì. Young preparava per i suoi colleghi tè avvelenato con sostanze come l'antimonio e il tallio. Nell'ambiente si diffuse una malattia che, scambiata per uno strano virus, fu soprannominata "il morbo di Bovingdon". Tutti questi casi di violenta nausea e malessere, a volte a tal punto gravi da richiedere il ricovero in ospedale, furono in seguito ricondotti a Young e al suo tè.
Young avvelenò circa 70 persone nei mesi successivi, nessuna in modo fatale. Il successore di Egle si ammalò poco dopo aver cominciato a lavorare lì, ma decise di lasciare il posto. Quella decisione probabilmente gli salvò la vita. Pochi mesi dopo la morte di Egle, un altro collega di Young, Fred Biggs, si ammalò e fu ricoverato al National Hospital for Nervous Diseases di Londra. Era però troppo tardi per salvarlo e, dopo parecchie settimane di agonia, divenne la terza e ultima vittima di Young.

### Secondo arresto
A questo punto, apparve chiaro che fosse necessario avviare un'indagine vera e propria su quelle malattie e morti. Young chiese ai medici della compagnia se gli investigatori non avessero considerato l'avvelenamento da tallio come causa dei sintomi. Aveva anche raccontato a uno dei suoi colleghi che il suo hobby era lo studio di sostanze tossiche. Il collega di Young andò dalla polizia, che immediatamente controllò il passato di Young e scoprì i suoi precedenti criminali.
Young fu arrestato il 21 novembre 1971. La polizia trovò del tallio nella sua tasca, antimonio e aconitina nel suo appartamento. Scoprirono inoltre un diario meticolosamente dettagliato tenuto da Young, in cui erano annotate tutte le dosi di veleno somministrate, gli effetti, e se egli avesse deciso di lasciare in vita una certa persona o no.

### Processo
Al processo alla Crown Court di St Albans, che iniziò il 19 giugno 1972 e si concluse dopo dieci giorni, Young si dichiarò non colpevole, e spiegò che il diario altro non era che una semplice idea di fantasia su cui pensava di basare in futuro un romanzo. Alla luce delle prove, tuttavia, Young venne dichiarato colpevole e condannato all'ergastolo.

### Prigionia e morte
In prigione, fece amicizia con un altro serial killer, Ian Brady, con il quale legò per la loro comune fascinazione per la Germania nazista. Nel suo libro del 2001, The Gates of Janus, Brady scrisse che "era difficile non provare simpatia per Graham Young."
Young morì nella sua cella nella prigione di Parkhurst all'età di 42 anni nel 1990. La causa ufficiale della morte fu un attacco di cuore, ma qualcuno suppone che i colpevoli fossero i suoi compagni di prigione.

## Influenza culturale
Il film del 1995 Il manuale del giovane avvelenatore (The Young Poisoner's Handbook) è vagamente basato sulla vita di Young.